# 고미야마 다카노부
고미야마 다카노부(일본어: 小宮山 尊信, 1984년 10월 3일 ~ )는 일본의 전 축구 선수이다.

## 구단 경력
그는 2006년부터 2017년까지 J리그의 요코하마 F. 마리노스, 가와사키 프론탈레, 요코하마 FC에서 활동하였다.